# Същински патици
Същинските патици (Anatinae), наричани още Истински патици, са едно от деветте подсемейства включени в разред Гъскоподобни (Anseriformes).

## Общи сведения
В наши дни са известни близо 80 вида, включващи се в тази група. Те се разделят на 14 рода. Средни по размер птици, много рядко дребни, размерите се колебаят между 250 гр. и няколко кг. Оперението е твърдо, плътно, гъсто с голямо количество пух, равномерно покриващо цялото тяло. При повечето от видовете е силно изразен половият диморфизъм в окраската и размерите на тялото. Тялото е плътно и набито, шията е средно дълга, крилете са най-често средно дълги и заострени, опашката е къса. Човката е сплесната, широка, покрита с тънка чувствителна кожица, преминаваща към върха и в твърдо рогово уплътнение. Краката са с 4 пръста, три от които са съединени с кожена плавателна ципа и насочени напред, а четвъртият назад и разположен малко по-високо. Летят сравнително добре, бързо и стремително с чести махове. На суша се придвижват сравнително тромаво, плуват добре, като повечето видове умеят и да се гмуркат.

## Разпространение
Разпространени са по всички континенти с изключение на Антарктида. Обитателите на части с по-студен климат извършват регулярни сезонни миграции. В България се срещат 17 вида разделени в 6 рода. Изборът им на местообитание е тясно свързан с водните басейни, като езера, реки, морета, океани и др. Предимно живеят в близост до сладководни водоеми, откъдето са наричани понякога и Речни патици.

## Размножаване
Повечето от видовете са моногамни. Гнездят най-често на земята, но някои представители предпочитат дупки, хралупи и др. Яйцата биват обикновено между 3 и 15. В мътенето на яйцата, участие взема най-често само женската, но се срещат видове в които и двамата родителя мътят. Яйцата биват много често покривани с пух от гърдите на майката, който ги предпазва от охлаждане и нежелателни погледи по време на храненето и. Срещано явление е и гнездовият паразитизъм, подобно на кукувиците. Малките се излюпват покрити с пух, и достатъчно развити за да се хранят и движат самостоятелно.

## Начин на живот и хранене
На земята се придвижват бавно и тромаво, плуват добре, като повечето видове умеят и да се гмуркат. Хранят се със смесена храна, като в храносмилателната им система не се отличава с висока ефективност, което ги принуждава да поемат големи количества храна за да си набавят нужната енергия. Някои животноядни видове търсят храна гмуркайки се на дълбочина до няколко метра.

## Допълнителни сведения
Подсемейство Истински патици е с важно стопанско значение, някои видове, като домашна патица, и мускусна патица се използват за месо, яйца и пух, а други са частично одомашени и биват отглеждани като паркови и декотативни птици, например Каролинка и Мандаринка.
Много от видовете са ловни обекти, в България това са 7 вида: Зеленоглава патица, Шилоопашата патица, Клопач, Зимно бърне, Лятно бърне, Качулата потапница и Фиш.

## Списък на видовете
- Род Горски патици (Aix)
  - Мандаринка (Aix galericulata) (Linnaeus, 1758)
  - Каролинка (Aix sponsa) (Linnaeus, 1758)
- Род Amazonetta
  - Amazonetta brasiliensis (J. F. Gmelin, 1789)
- Род Патици (Anas)
  - Шилоопашата патица (Anas acuta) Linnaeus, 1758
  - Американски фиш (Anas americana) J. F. Gmelin, 1789[1]
  - Anas aucklandica Gray, 1844
  - Anas bahamensis Linnaeus, 1758
  - Anas bernieri (Hartlaub, 1860)
  - Anas capensis J. F. Gmelin, 1789
  - Anas castanea (Eyton, 1838)
  - Клопач (Anas clypeata) Linnaeus, 1758
  - Зимно бърне (Anas crecca) Linnaeus, 1758
  - Anas cyanoptera Vieillot, 1816
  - Anas diazi
  - Синекрило бърне (Anas discors) Linnaeus, 1766[1]
  - Anas drygalskii Reichenow, 1904
  - Anas eatoni (Sharpe, 1875)
  - Anas erythrorhyncha J. F. Gmelin, 1789
  - Сърпокрила патица (Anas falcata) Georgi, 1775
  - Anas flavirostris Vieillot, 1816
  - Байкалска патица (Anas formosa) Georgi, 1775[1]
  - Anas fulvigula Ridgway, 1874
  - Anas georgica J. F. Gmelin, 1789
  - Anas gibberifrons Muller, 1842
  - Anas gracilis Buller, 1869
  - Anas hottentota Eyton, 1838
  - Anas laysanensis Rothschild, 1892
  - Anas leucophrys
  - Anas luzonica Fraser, 1839
  - Anas melleri Sclater, 1865
  - Anas oustaleti Salvadori, 1894
  - Фиш (Anas penelope) Linnaeus, 1758
  - Anas platalea Vieillot, 1816
  - Зеленоглава патица (Anas platyrhynchos) Linnaeus, 1758
  - Anas poecilorhyncha Forster, 1781
  - Anas puna Tschudi, 1844
  - Лятно бърне (Anas querquedula) Linnaeus, 1758
  - Anas rhynchotis Latham, 1802
  - Anas rubripes Brewster, 1902
  - Anas sibilatrix Poeppig, 1829
  - Anas smithii (Hartert, 1891)
  - Anas sparsa Eyton, 1838
  - Anas specularioides King, 1828
  - Anas specularis King, 1828
  - Сива патица (Anas strepera) Linnaeus, 1758
  - Anas superciliosa J. F. Gmelin, 1789
  - Anas undulata Dubois, 1839
  - Anas versicolor Vieillot, 1816
  - Anas waigivensis
  - Anas wyvilliana Sclater, 1878
- Род Потапници (Aythya)
  - Aythya affinis (Eyton, 1838)
  - Aythya americana (Eyton, 1838)
  - Aythya australis (Eyton, 1838)
  - Aythya baeri (Radde, 1863)
  - Пръстенчатоклюна потапница (Aythya collaris) (Donovan, 1809)
  - Кафявоглава потапница (Aythya ferina) (Linnaeus, 1758)
  - Качулата потапница (Aythya fuligula) (Linnaeus, 1758)
  - Aythya innotata (Salvadori, 1894)
  - Планинска потапница (Aythya marila) (Linnaeus, 1761)
  - Aythya novaeseelandiae (J. F. Gmelin, 1789)
  - Белоока потапница (Aythya nyroca) (Guldenstadt, 1770)
  - Aythya valisineria (Wilson, 1814)
- Род Мускусни патици (Cairina)
  - Мускусна патица (Cairina moschata) (Linnaeus, 1758)
  - Cairina scutulata (Muller, 1842)
- Род Callonetta
  - Callonetta leucophrys (Vieillot, 1816)
- Род Chenonetta
  - Chenonetta jubata (Latham, 1802)
- Род Lophonetta
  - Lophonetta specularioides
- Род Мраморни патици (Marmaronetta) L. Reichenbach, 1853
  - Мраморна патица (Marmaronetta angustirostris) (Menetries, 1832)
- Род Червеноклюни потапници (Netta) Kaup, 1829
  - Netta erythrophthalma (Wied-Neuwied, 1833)
  - Netta peposaca (Vieillot, 1816)
  - Червеноклюна потапница (Netta rufina) (Pallas, 1773)
- Род Nettapus
  - Nettapus auritus (Boddaert, 1783)
  - Nettapus coromandelianus (J. F. Gmelin, 1789)
  - Nettapus pulchellus Gould, 1842
- Род Pteronetta
  - Pteronetta hartlaubii (Cassin, 1859)
- Род Salvadorina
  - Salvadorina waigiuensis Rothschild & Hartert, 1894
- Род Rhodonessa
  - Rhodonessa caryophyllacea (Latham, 1790)